# 南京历史
南京有2500多年的建城史，中国历史上曾有十二个朝代定都于此。南京一名得于明朝，永乐迁都后称应天府为南京。清初，改应天府为江宁府。民国初年，改江宁府为南京府，南京正式成为行政区名。1927年，定名为南京特别市，時为中华民国首都。中华人民共和国成立后，南京市行政区划经过多次调整，随着溧水县、高淳县在1983年划入南京市，南京辖区达到目前规模。

## 先秦时代
南京猿人头盖骨和相关遗迹表明，距今约60～100万年前南京就有了古人类的活动。6000年前南京就出现了原始村落，在1950年代发掘的北阴阳营遗址年代约为公元前4000年至前3000年，为长江下游地区新石器时代文化类型——北阴阳营文化，南京地区早期文化遗存还有200多处，著名的有点将台文化和湖熟文化。
南京古为吴地，位于“天下九州”之一的古扬州地域。公元前570年前后，吴国於长江南北设置棠邑和濑渚邑，在今南京六合区和高淳区境内，为南京地区建置之始。前495年，传说吴王夫差在今朝天宫筑冶城，聚集了一批铸造铜器的作坊。周元王四年（前472年），越王勾践灭吴，范蠡於今中华门南的长干里一带筑越城。前333年，楚威王熊商灭越，相傳曾埋金以镇王气，在石头山（今清凉山）筑金陵邑，故南京别称“金陵”。

## 秦汉时代
始皇帝廿六年（前221年），秦并天下，属九江郡棠邑县。
始皇帝三十七年（前210年），秦始皇东巡会稽山至丹阳，置丹阳县。於江乘渡大江，因此置江乘县（於今南京栖霞区内）。同时，改金陵邑为秣陵县，属会稽郡。同时，贯穿境内连接都城咸阳和会稽郡的驰道也开始修筑。
汉六年（前201年），册封刘贾为荆王，以淮河以东52县属之。并析会稽郡西境置鄣郡，并辖秣陵、丹阳、江乘等县，属荆国。同年，册封陈婴为棠邑侯，封地为棠邑。五年后，英布谋反，刘贾因不敌叛军，薨於富陵。
汉十二年（前195年），册封刘濞为吴王，尽领荆国故地。
汉武帝元狩六年（前117年），改棠邑为堂邑。元鼎元年（前116年），武帝姑姑窦太主逝世，其子堂邑侯陈须於服丧期内淫乱，兄弟争财，论罪当死，故而自杀，死后国除。

## 六朝：大分裂时代的南方中心

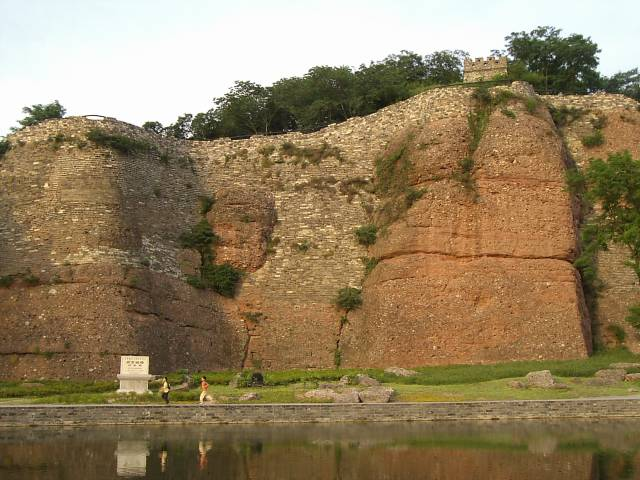
石头城，相传为三国时遗迹

211年，吴大帝孙权在石头山金陵邑旧地建造石头城。229年在此建都，名“建业”，都城周长约11公里，开始了南京的都城史。晋灭吴后，于太康三年(282年)改建业为“建邺”。建兴元年(313年)，为避司马邺之讳，改为“建康”。五胡乱华，西晋灭亡，中原士族衣冠南渡，建武元年(317年)司马睿以建康为都建立东晋（317年－420年），南京从此成为正统中华文化的中心。东晋以后，宋（420年－479年）、齐（479年－502年）、梁（502年－557年）、陈（557年－589年）相继在此建都，史称南朝。南朝与此前的吴、晋合称“六朝”。2003年的考古挖掘在今秦淮区大行宫附近发现了部分六朝宫城的遗迹，显示当时的城市中轴线为北偏东倾斜25度左右
 。城南的秦淮河两岸酒家林立，是当时豪门贵族、官僚士大夫享乐游宴的场所。

## 隋唐：被北方政权贬抑的时期

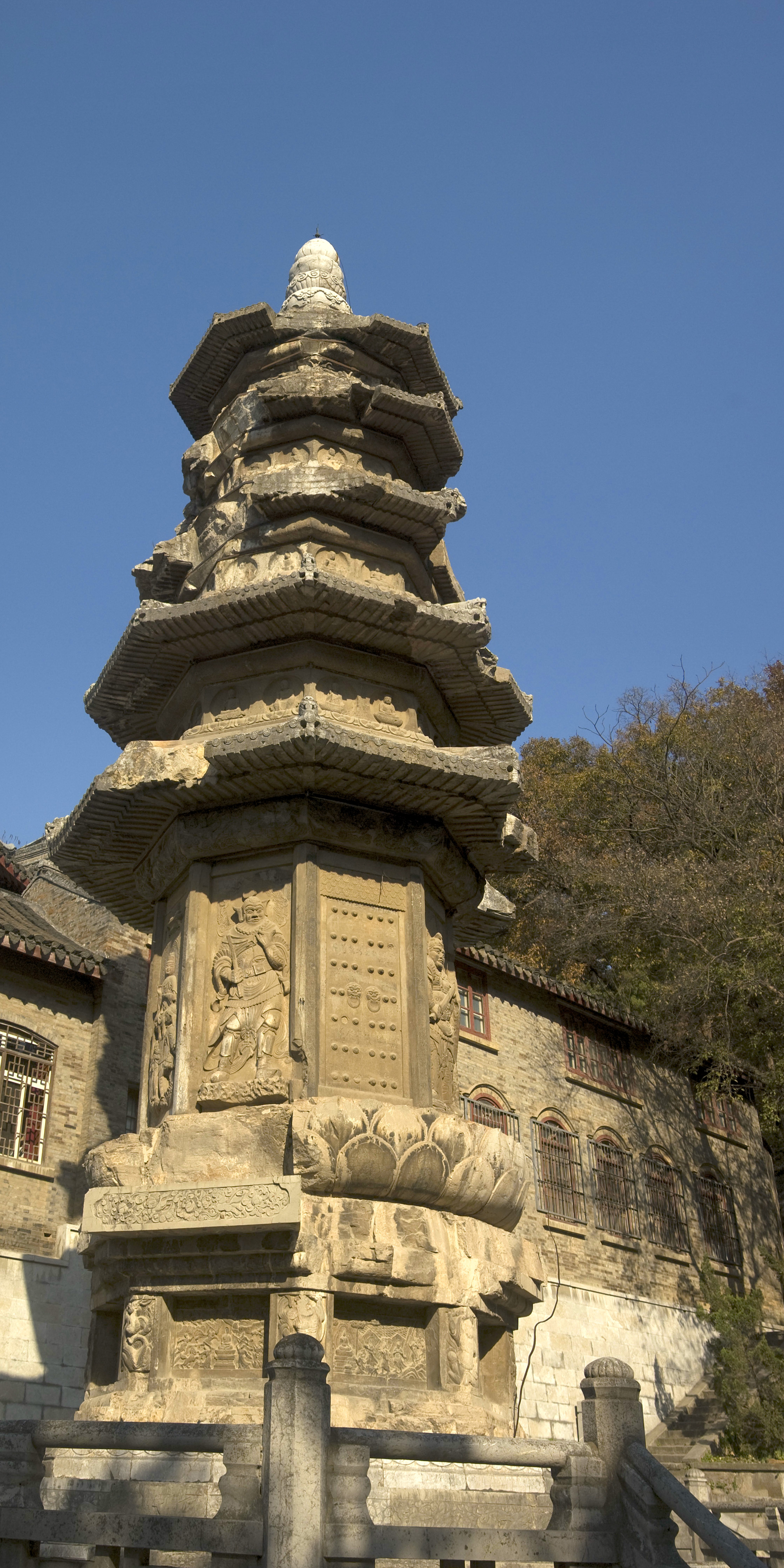
栖霞寺舍利塔，始建于隋代，南唐时重修

589年隋灭陈，擒陈后主，平毁城邑宫苑，建康城就此湮灭。隋朝政府在石头城置蒋州。唐初在此置江宁县，隶属于润州（今镇江市）管辖。至德二年设置州，后被废除，复为县。
唐朝末年，军阀张雄占据上元县，唐昭宗复以上元县为昇州。

## 五代宋元：金陵的中兴

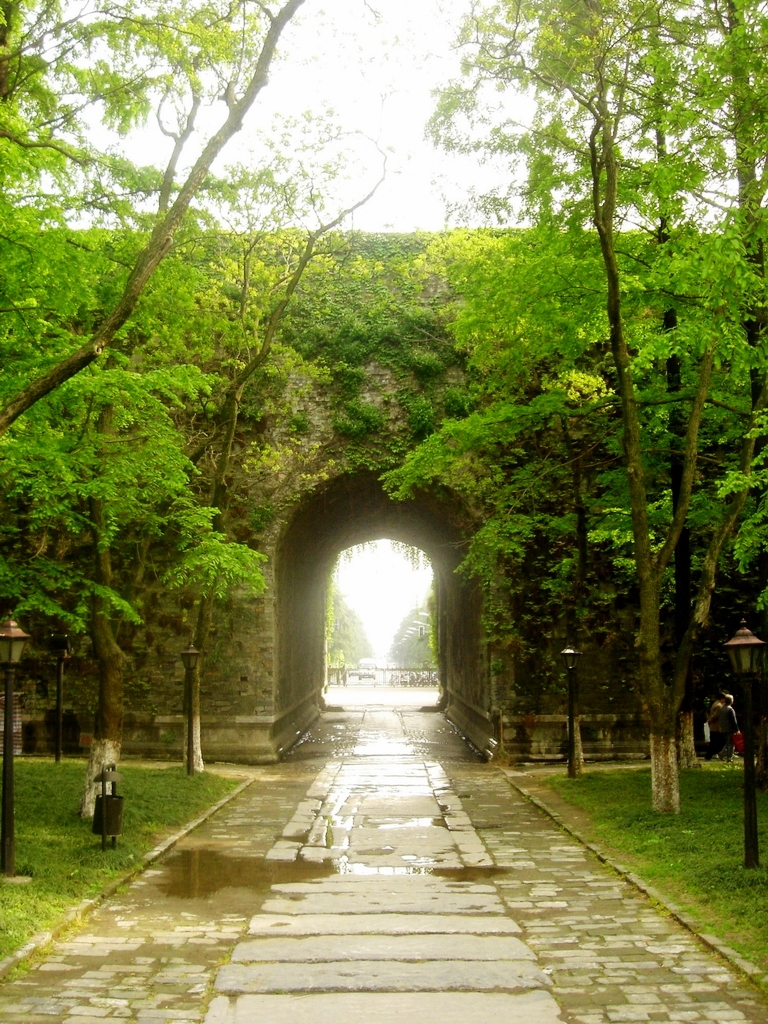
明故宫午门遗址

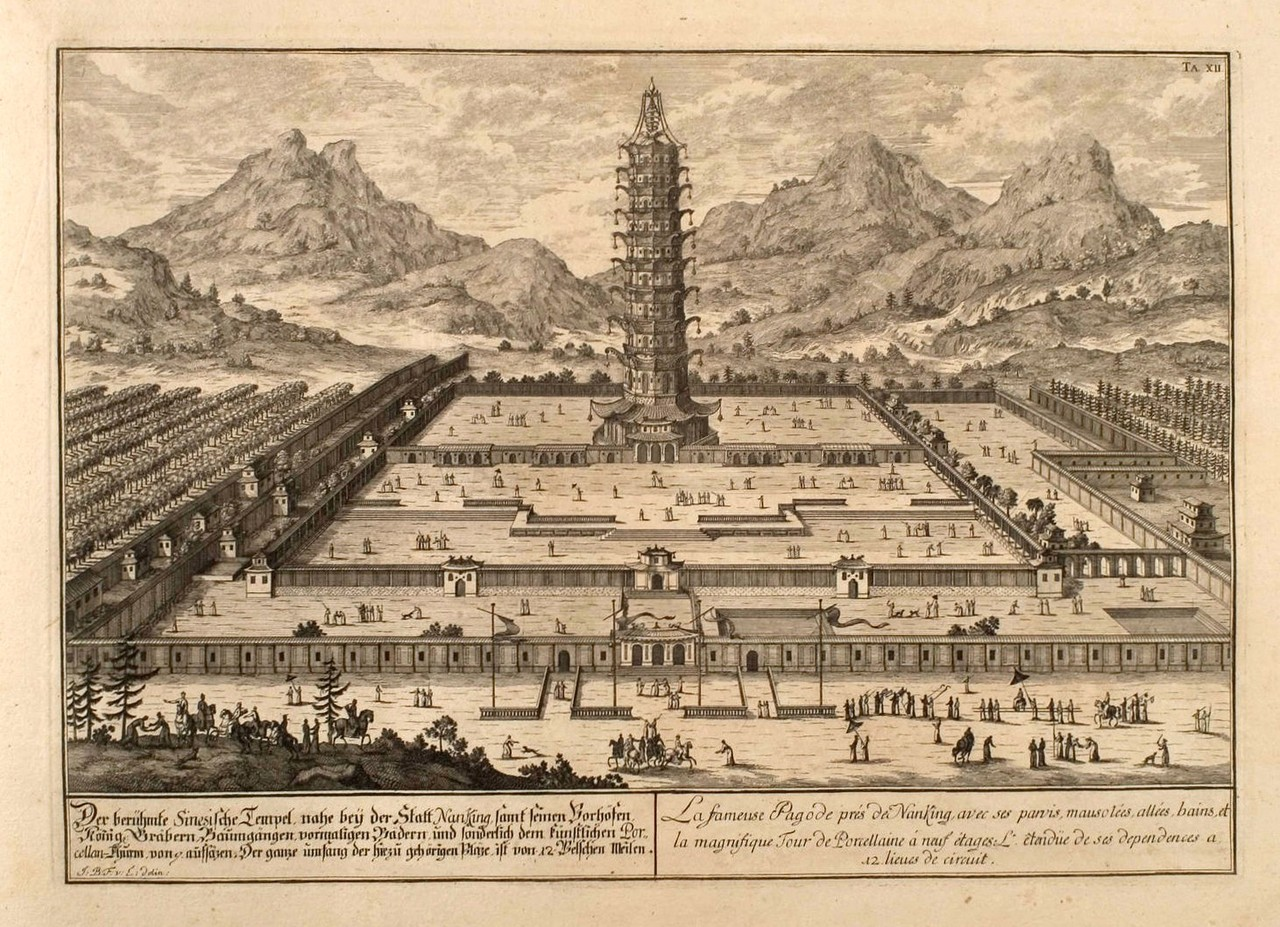
大报恩寺塔，中古世界七大奇观之一，建于1412年，毁于1856年

南唐（937年—975年）在金陵建都，称江宁府。南唐金陵城的范围，南到今中华门，西到今水西门和汉中门，北到今珠江路北门桥，东到大中桥。今天的内桥就是南唐皇宫大内正门前的桥梁，中华路就是当时的御道和城市的中轴线。宋朝以后南京城市就是在南唐金陵城的基础上逐步扩建而成。北宋降江宁府为昇州，后又升为江宁府，南宋改称建康府，为江南东路首府。元朝时为集庆路。

## 明清：大一统帝国的南方中心
元至正十一年，红巾军起义爆发。1356年，原为濠州红巾军郭子兴部的明太祖朱元璋攻占集庆，改集庆为“应天府”，以此为基地。他採納謀士朱升「高築牆，廣積糧，緩稱王」的建議，先后消灭陈友谅、方国珍、张士诚等势力。1368年正月，朱元璋在應天稱帝，建立明朝，定都于此。当年，明军北伐攻入大都。建都之后，朱元璋动用了巨大人力，建成全长96华里、世界最长，也是中国最高的城墙，有将近三分之二的城墙保留至今；因而明代南京城面积达到南唐金陵城的三倍（约42平方公里）：西南部市民区即南唐金陵城，东部是新建的皇宫和官衙，西北部则分布有不少军营。永樂十九年，明成祖促成遷都至北京（北京皇宫及官衙均仿照南京制度），将应天府改为南京（留都），仍设六部等机构。
明代的南京城是当时世界上最大的都城，人口高达120万，其次为巴黎。当时修建的大报恩寺为中国古代最高建筑。当时的来华传教士利玛窦这样评价南京：“在中国人看来，论秀丽和雄伟，南京这座城市超过世上所有其他的城市，而且在这方面，确实或许很少有其他城市可以与它匹敌或胜过它。它真的到处都是殿、庙、塔、桥，欧洲简直没有能超过这些的类似建筑。在某些方面，它超过我们的欧洲城市……有广阔的园林、山和树林，相间着湖泊，然而城中居民区仍然占有它的绝大部分。”
1644年，李自成攻陷北京，崇祯帝自杀，福王朱由嵩在南京即位，即弘光帝。1645年，南京被清兵攻陷，降为江宁。

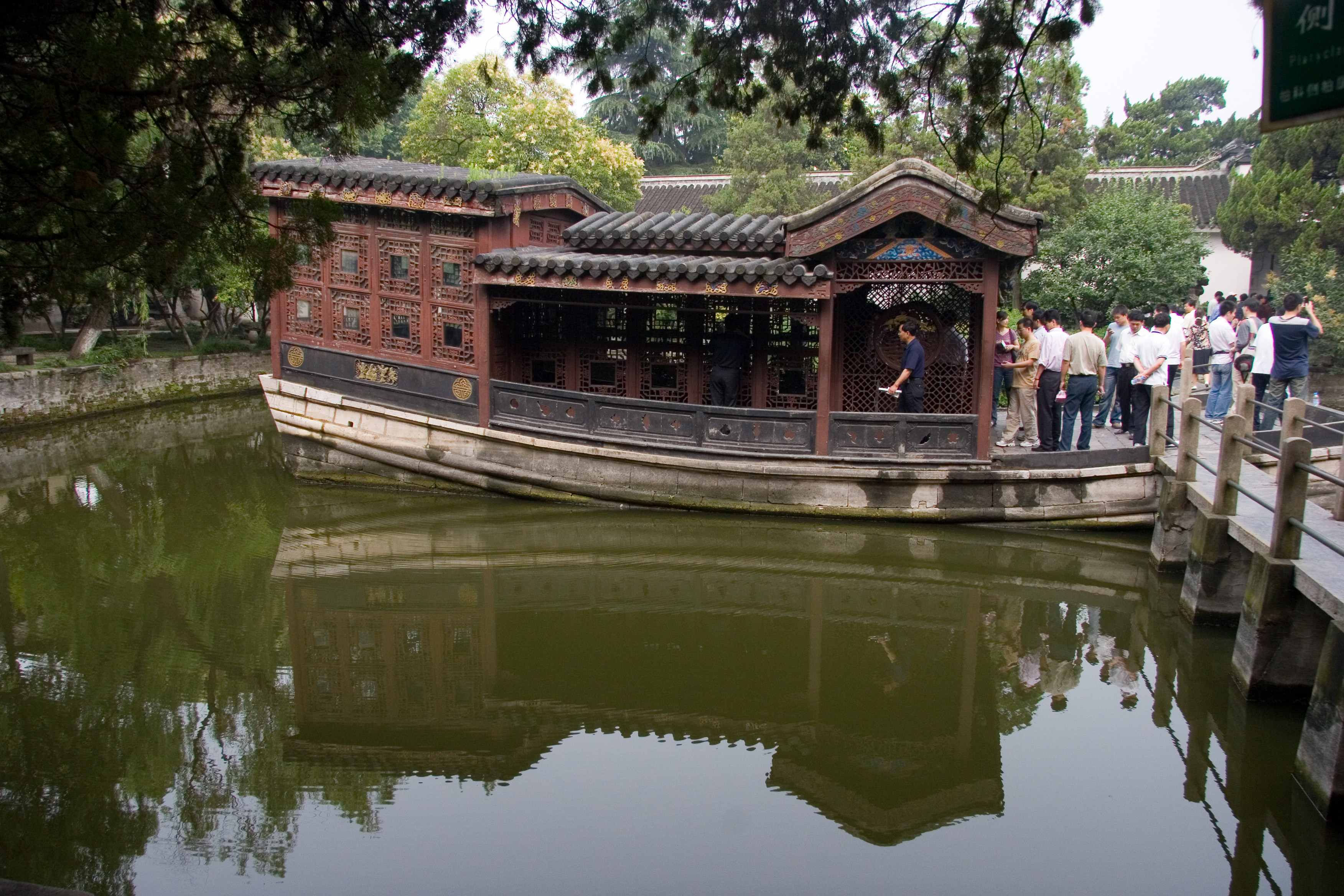
煦园内的石舫，乾隆帝题匾额“不系舟”

清初，江宁为江南省省府，以后直到清末一直是两江总督（统辖江苏、安徽、江西三省）驻地。康熙六年江苏、安徽分别独立建省后，江苏巡抚和江苏布政使驻扎在苏州，两江总督和安徽布政使驻扎在江宁，安徽巡抚驻扎在安庆。1780年，安徽布政使迁往安庆后，在江宁又设立江宁布政使，管辖江宁府和江苏省长江以北的三府二州一厅：扬州府、淮安府、徐州府、海州直隶州、通州直隶州、海门厅。

## 晚清：天国倾覆与近代的黎明

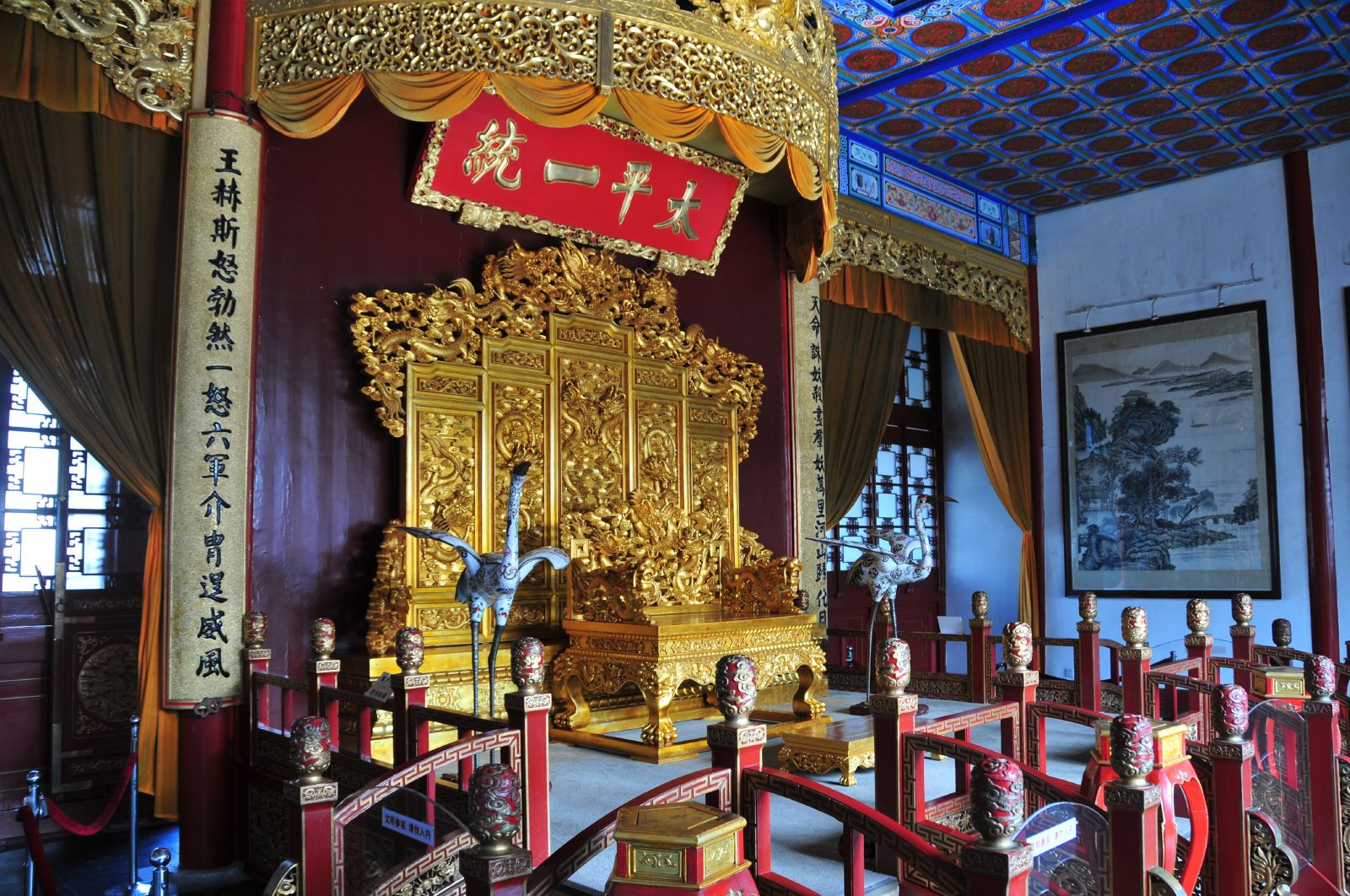
太平天国天王府（复原）

1853年，太平天国攻占江宁，定都于此，号“天京”，洪秀全兴建了豪华的宫殿。1864年7月，曾国藩弟曾国荃率湘军攻破天京后纵火杀掠。中央研究院近代史研究所创所所长郭廷以院士、在其所著《近代中国史纲》记载：“湘军‘贪掠夺，颇乱伍。中军各勇留营者皆去搜括’，……‘沿街死尸十之九皆老者。其幼孩未满二、三岁者亦被戳以为戏，匍匐道上。妇女四十岁以下者一人俱无（均被虏），老者负伤或十余刀，数十刀，哀号之声达于四方。’凡此均为曾国荃幕友赵烈文目睹所记，总计死者约二、三十万人（死亡人数有争议），”。南京在战争中受到重创，以至于虽然在1858年天津条约中列为通商口岸，但没有外商愿意前往经营。直到1899年，南京仪凤门（今兴中门）外长江边的下关开辟商埠，开辟了商埠街、大马路、二马路。1906年和1911年，沪宁铁路和津浦铁路先后通车，车站分别设于下关和浦口，隔江相望，南京成为中国重要的水陆交通枢纽。1910年6月5日，中国历史上第一次大型博览会——南洋劝业会在南京举行，

## 中華民國

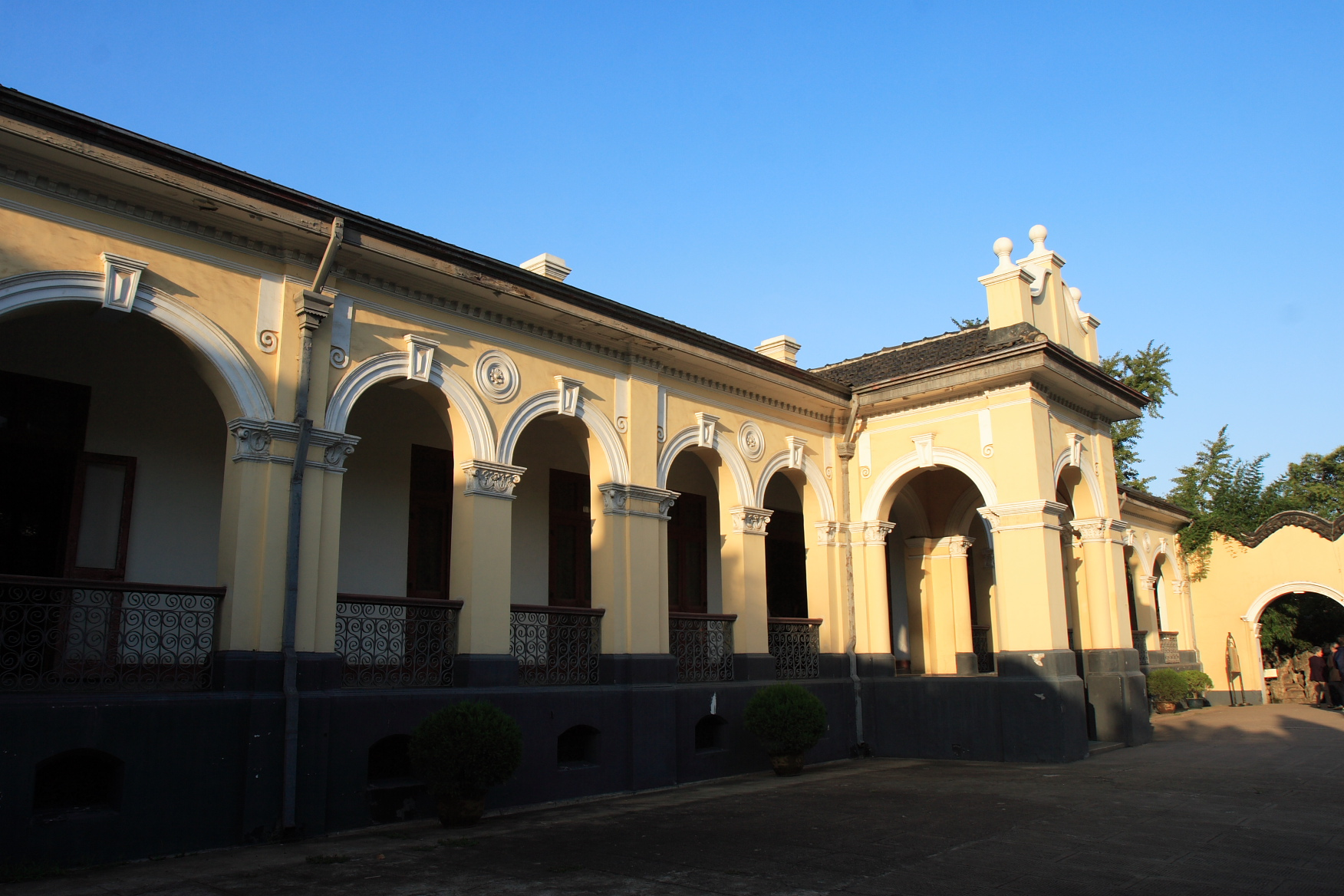
1921年中华民国临时大总统孙中山办公室

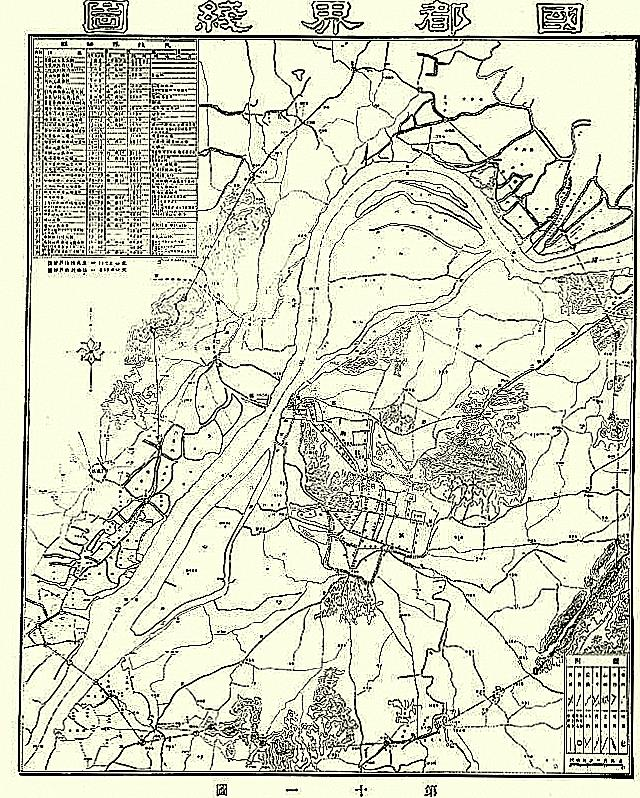
《国都界线图》，1929年

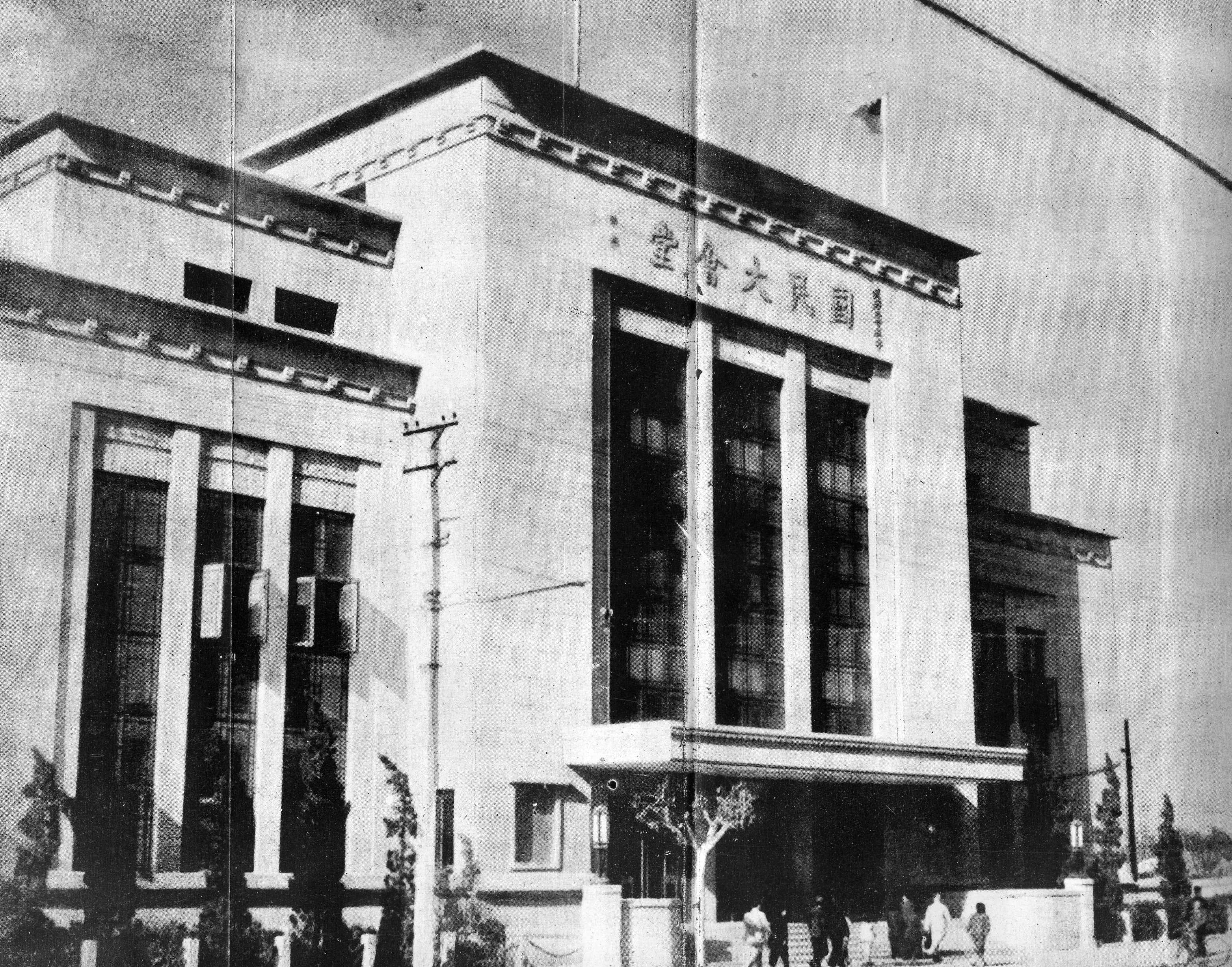
原国民大会堂，建成于1936年

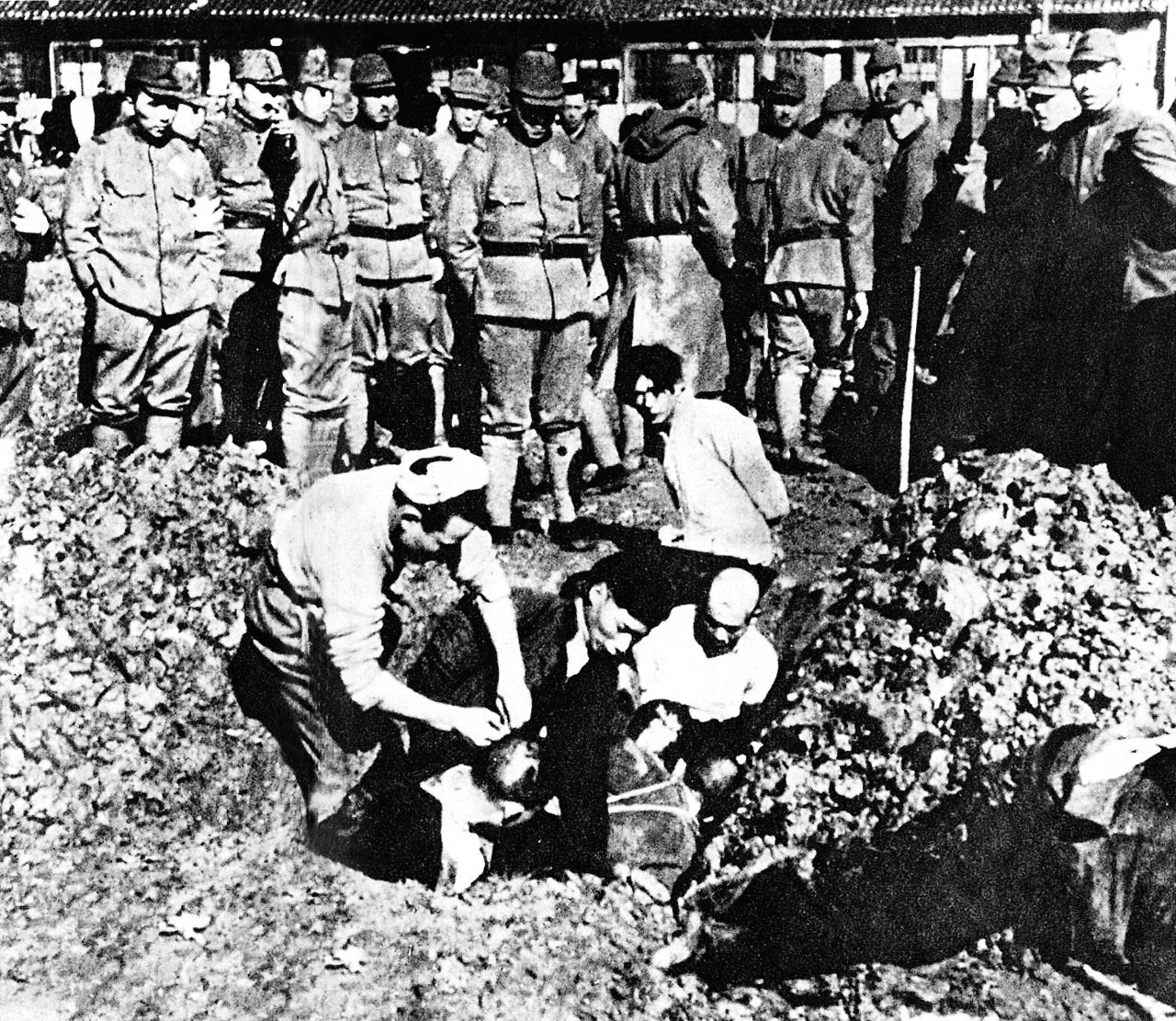
1937年南京大屠殺中，日軍強硬將中國平民押進坑中準備集體活埋。

1911年(宣統三年)辛亥革命爆發，1912年1月1日（民国元年）孫中山在南京宣佈成立中华民国，出任臨時大總統，以南京為中華民國首都。2月溥儀在北京宣佈退位，孫中山在南京辭去臨時大總統一職，由袁世凱繼任，為防止袁世凱闊權，孫中山頒布中華民國臨時約法以為規範。同年，改江宁府为南京府。
北洋軍閥混戰期間，南京曾為軍閥孫傳芳的大本營，成為號令華東諸省的中心，1926年冬，北伐的國民革命軍擊敗孫傳芳部隊，取回南京。1927年（民国16年），中华民国奠都南京，同年置南京特別市。1929年（民国18年）6月1日，安葬孫中山於南京中山陵，置首都特別市。1930年（民国19年）更改為院轄市（直轄市）。1931年(民国20年)，六月一日公布《中华民国训政时期约法》，其中第五条明定“中华民国国都定于南京”，確定南京在法律上做為中國首都的地位。1929年－1937年间，南京进行了大规模的首都建设，基本形成了近代南京的城市格局。
1929年（民國18年），國民政府為了迎接由北京至南京奉安的孫中山靈柩，趁勢在南京進行建設，包括在長江口修建新碼頭(中山碼頭)，並將移靈經過的道路進行拓寬與鋪設柏油，形成今天的中山北路、中山路、中山东路，並大量種植法國梧桐樹綠化市容。此后直到1937年的数年间，南京陆续建成中正路（中山南路）、太平路、白下路、汉中路、中华路、雨花路、山西路、国府路、热河路、珠江路、莫愁路、昇州路、上海路、广州路、以及颐和路一带住宅区道路，形成了南京的近代干道系统。
1937年（民国26年）7月7日抗日战争全面爆發，8月13日淞滬會戰展開，日軍開始對南京進行大規模的空襲轟炸，市容與城市建設受到嚴重破壞，11月国民政府遷都至重庆，12月8日日軍進犯南京城，由於指揮官唐生智臨陣脫逃，中國軍隊在南京的防禦潰散，12月12日南京沦陷。12月13日開始後的大約六個星期時間，入侵的日本军队在南京进行了大屠杀，至少30万人遇难。南京淪陷後，侵華日軍將南京做為扶植漢奸傀儡政權的根據地，1940年(民國29年)汪精衛在南京成立「中華民國國民政府」，替日本人統治大前方的淪陷區。
1945年(民國34年)8月15日日本投降，中國抗戰勝利，不久之後國民政府收復南京。1946年（民国35年）5月5日，中华民国国民政府还都南京。由於不久之後国共内战全面爆发，國府已無充足的財政在这一时期的南京大规模的建设活动，南京不復抗戰前的盛況榮景。
同年11月，中華民國制憲國民大會在南京的國民大會堂(今人民大會堂)召開。原本憲法草案定國都為南京，但審查會及第一讀會決定改為北平。經大會主席團代表蔣中正出面說明，主張國都地點，不必定於憲法，始將第一讀會通過的「國都定於北平」一條予以刪除。12月25日中華民國憲法三讀通過，1947年(民國36年)1月1日公佈，同年12月25日正式實行。自此，南京失去中華民國法定國都的地位。
1947年11月21日至23日依憲法規定舉行第一屆中華民國國民大會代表選舉，1948年1月21日至23日則舉行第一屆中華民國立法委員選舉。1948年3月29日於南京報到召開行憲後的國民大會，4月在南京選舉出蔣中正為第一屆中華民國總統，李宗仁為第一屆中華民國副總統，5月20日在南京總統府舉行就職典禮。1月間選出的立法委員則於5月8日自行集會於南京國民大會堂，並於5月18日正式開議。
1948年(民國37年)底，國共內戰情況對國民黨趨於不利的態勢，1949年1月國府行政院及各單位開始遷往廣州，僅總統府仍在南京。1月26日，中共政权攻占长江北岸的六合县县城（当时六合县属江苏省第五行政督察区，不属南京特别市）。4月21日，中国人民解放军发起渡江战役，渡過長江。4月23日，解放军攻陷南京城，24日凌晨，解放军第35军攻占南京总统府。国民政府南迁广州，後又遷重慶、成都最後迁抵台北。

## 中華人民共和国
1949年10月1日，中华人民共和国成立，南京成为中央直辖市，由中央人民政府直辖，1950年1月改由新成立的华东军政委员会领导，仍为中央直辖市，同时政务院设有驻宁办事处。1952年江苏建省，南京降为江苏省省会。由于南京民国首都的身份，在新政权统治下，发展受到压抑。
1968年，连接津浦铁路与沪宁铁路的南北交通要津南京长江大桥建成。南京的重要性又逐渐被领导层所重视，开始在南京兴建一些大中型企业，如南京炼油厂。
1994年中央政府升格為副省級城市，一直至今。
￼￼2015年江苏暴雨期间，南京2015年6月总降水量超过历史极值，多地水位上涨，超过警戒水位或历史最高水位，暴雨造成市区内多处道路塌陷，树木倒塌。2020年中国南方水灾期间，位於江宁区杨家圩市民公园旁的秦淮河大堤被曝光有违建餐厅营业，坝体出現渗水狀況。7月26日夜，南京市相关部门对违建設施进行拆除。7月29日，9名责任人被问责。